# Herzektopie
Herzektopie, Ektokardie, Kardiozele (griech. Ectopia cordis) ist eine seltene angeborene Verlagerung (Ektopie) des Herzens aus dem Brustkorb. Dokumentiert wurden bislang lediglich 210 Fälle.
Das fetale Herz kann bei Defekten der Brustwand vor dem Brustkorb (Ektocardia thoracica) oder bei größeren Lücken im Zwerchfell (Diaphragma) in den Bauchraum (Ektokardia subthoracica) verlagert sein.

## Diagnose
Schon Pränatal kann die Herzektopie mittels Sonographie (Ultraschall) nachgewiesen werden. Bei Verdacht auf eine Ectopia cordis sollte eine fetale Echokardiographie durchgeführt werden. Ist das Kind geboren, wird zumindest die Ectocardia thoracica charakteristisch erkennbar: Das Herz ist vor den Brustkorb verlagert und wölbt sich deutlich sichtbar nach außen. Die Haut an dieser Stelle kann entweder normal ausgebildet sein oder fehlen.

## Therapie
Bei Diagnosestellung in der Schwangerschaft sollte schon vor der Geburt ein interdisziplinärer Behandlungsplan erstellt werden, sodass die optimale Zusammenarbeit von Pädiatrie, Neonatologie, Herzchirurgie, Kinderchirurgie und plastischer Chirurgie gewährleistet ist.
Anzuraten ist eine Geburt per Kaiserschnitt (Sectio), um eine Kontusion des nach außen verlagerten Herzens während der Geburt zu verhindern.
Die Therapie besteht in der operativen Beseitigung der Ursachen der Herzektopie (Sternallücken, Zwerchfelllücken etc.).
Zum Schutz des Kindes bis zur Operation wird ein Kompressionsmieder aus Kunststoff verwendet, um das Herz vor Verletzungen und Stößen zu schützen.

## Prognose
Die Prognose der Herzektopie ist schlecht. Durch Kompression des ektopen Herzens von außen kommt es oft zu lebensgefährlichen Herzrhythmusstörungen. Nur in gering ausgeprägter Form ist die Ectopia cordis chirurgisch korrigierbar.